# Asplenium oligophiebium
Asplenium oligophiebium är en svartbräkenväxtart som beskrevs av Bak. Asplenium oligophiebium ingår i släktet Asplenium och familjen Aspleniaceae. Utöver nominatformen finns också underarten A. o. iezimaense.